# Метод прослідковування рівня
Метод прослідковування рівня (рос. метод прослеживания уровня; англ. method of level tracing; нім. Methode f der Spiegelbeobachtung) — у нафтовидобуванні — метод, ідентичний методу відновлення вибійного тиску, який застосовується у нафтових свердловинах з метою реєстрації зміни рівня рідини в них після їх зупинки (вводу); метод є складовою частиною експрес-методів випробування простоюючих свердловин — прослідковування рівня рідини після створення збуреного імпульсу.